# Морейра Рібейру Жуліо Сезар
Морейра Рібейру Жуліо Сезар або просто Жуліо Сезар (порт.-браз. Julio Cesar Moreira Ribeiro, нар. 18 квітня 1995, Серкейра-Сезар, штат Сан-Паулу, Бразилія) — бразильський футболіст, нападник клубу «Львів».

## Життєпис
Народився в місті Серкейра-Сезар, штат Сан-Паулу. У 2016 році виступав у клубі «Гуаратінгета», який виступав у Серії B Ліги Паулісти. Зіграв 9 матчів у чемпіонаті штату, забитими м'ячами не відзначався.
У середині лютого 2018 року перейшов до клубу української Прем'єр-ліги «Верес» (Рівне). У складі рівненського клубу дебютував 25 лютого 2018 року в переможному (3:1) домашньому поєдинку 21-о туру Прем'єр-ліги проти київського «Динамо». Жуліо Сезар вийшов на поле на 90-й хвилині, замінивши Руслана Степанюка. Єдиним голом у складі рівненського клубу відзначився 22 квітня 2018 року на 51-й хвилині програного (1:4) домашнього поєдинку 28-о туру УПЛ проти київського «Динамо». Жуліо вийшов на поле в стартовому складі та відіграв увесь матч. У футболці «Вереса» в Прем'єр-лізі зіграв 8 матчів та відзначився 1 голом, ще 1 матч (1 гол) зіграв у молодіжному чемпіонаті України.
Влітку 2018 року перейшов до новачка УПЛ, ФК «Львів». Дебютував у складі «городян» 22 липня 2018 року в переможному (2:0) виїзному поєдинку 1-о туру УПЛ проти київського «Арсеналу». Жуліо Сезар вийшов на поле на 65-й хвилині матчу, замінивши Бруно.